# Psenopsis humerosa
Psenopsis humerosa is een straalvinnige vissensoort uit de familie van Centrolophidae. De wetenschappelijke naam van de soort is voor het eerst geldig gepubliceerd in 1958 door Munro.